# レオニード・レイマン
レオニード・ドドジョーノヴィチ・レイマン（ロシア語: Леонид Дододжонович Рейман、ラテン文字表記の例：Leonid Dododzhonovich Reiman、1957年7月12日 - ）は、ロシアの通信専門家、企業家、政治家。サンクトペテルブルクラジオコミュニケーション基金、中央通信博物館の創設者のひとり。1999年から2008年5月まで情報技術・通信大臣を務めた。

## 人物・来歴
レニングラード電気接続大学を卒業する。1979年レニングラード電話局に勤務、遠距離通信技師、製造局主任を歴任する。1985年レニングラード市電話ネットワーク（ЛГТС）のマネージャー。1988年から1999年までレニングラード市電話ネットワーク開発担当副主任、主任技師、国際連結担当取締役、投資国際関係担当取締役、ペテルブルク電話ネットワーク社第一副社長を歴任した。
1999年7月ロシア連邦国家電信委員会官房長（国家書記）、第一副議長を経て、8月同委議長。同年11月電信委員会の改組に伴い、通信・情報大臣となる。
2000年から2004年通信・情報相。2004年運輸通信省次官。同年5月20日情報技術・通信相。2008年5月情報技術・通信相を退任し、大統領顧問となった。
ロシアの携帯電話最大手、メガフォン社のオーナー。私生活ではユリヤ・ペトローヴナ夫人との間に一男一女がいる。